# Aerolíneas Federales
Aerolíneas Federales est un groupe de pop, rock et punk rock espagnol, originaire de Vigo, en Galice.

## Biographie
Le groupe est formé à Vigo par Miguel Costas (New Border), Juan Dotras (Federico Flechini) et Silvino Díaz Carreras (Bollito Singerman) en décembre 1981. À leurs débuts, ils jouent de la guitare, basse et tambours ; leurs premières performances se font dans un pub de Vigo, appelé El Satchmo, un local que fréquentait le trio à l'époque et où ils répétaient pour la première fois. En 1983, le groupe recrute le batteur Luis Santamarina (Dona Sangre). S.D.
En mai 2011, le groupe se réunit à Lima et Barcelone. En 2012 sort l'album Hasta El Final Y Más Allá... Demos 1983-1993 au label Elefant Records, et est présenté à Madrid, Vigo et Santiago, à divers festivals. En 2015 sort leur nouvel album @AAFF#715.

## Discographie
- 1986 : Aerolíneas Federales
- 1987 : Hop Hop
- 1988 : Tomando Tierra
- 1989 : Échame Sifón
- 1991 : Una o ninguna
- 1991 : A cantar con Xabarín
- 2012 : Hasta el final...y más allá
- 2015 : @AAFF#715